# Stazione di Hoegi
La stazione di Hoegi (회기역 - 回基驛, Hoegi-yeok) è una stazione ferroviaria di Seul, e si trova nel quartiere di Dongdaemun-gu. Essa è servita dalle linee Gyeongwon (sulla quale transitano i treni della linea 1 della metropolitana di Seul) e Jungang.

## Storia
La stazione è stata inaugurata il 1º aprile 1980, e dal 16 dicembre 2005 è servita anche dalla linea Jungang, riaperta dopo l'elettrificazione. Nel 2010 sono state installate le porte di banchina.

## Linee e servizi
Korail
■ Linea principale Gyeongwon (inclusa la Linea 1)
■ Linea Jungang

## Struttura
La stazione è costituita da due banchine a isola con quattro binari passanti in superficie. 
| 1 | ■ linea 1       | per Università Gwangwoon, Yangju, Uijeongbu, Dongducheon e Soyosan |
| 2 | ■ linea 1       | per Seul, Yongsan, Guro, Incheon e Cheonan                         |
| 3 | ■ Linea Jungang | per Deokso, Paldang, Yangpyeong e Yongmun                          |
| 4 | ■ Linea Jungang | per Cheongnyangni, Wangsimni e Yongsan                             |

## Stazioni adiacenti
| «             | Servizio      | »             |
| Linea 1       | Linea 1       | Linea 1       |
| ------------- | ------------- | ------------- |
| Oidaeap       | Tutti i treni | Cheongnyangni |
| Linea Jungang |               |               |
| Cheongnyangni | Locale        | Jungrang      |
| Cheongnyangni | Locale        | Sangbong      |